# Liste der Vertriebenendenkmale in Schleswig-Holstein
Diese Liste der Vertriebenendenkmale in Schleswig-Holstein verzeichnet die Vertriebenendenkmale in Schleswig-Holstein.

## Liste
| Bild | Ort                                     | Lage | Schöpfer/Jahr                                   | Beschreibung |
| ---- | --------------------------------------- | --- | ----------------------------------------------- | --- |
|      | Alt Duvenstedt                          | Gedenkstein auf dem Friedhof (Standort)                                                                             |                                                 | „Unseren Toten des deutschen Ostens 1945.“ |
|      | Aukrug                                  | Gedenkstein für die Heimatvertriebenen am Ehrenmal Innien (Standort)                                                | 1956                                            | „Unsern Brüdern und Schwestern - Die Heimatvertriebenen“ |
| 0    | Bad Malente                             | Gedenkstein an der Kreuzung Grebiner Weg/Sebastian-Kneipp-Straße                                                    | 1953                                            | „Unseren Toten zum Gedenken. Den Lebenden zur Mahnung. Die Heimatvertriebenen des deutschen Ostens der Gemeinde Malente 1953.“ |
|      | Bad Oldesloe                            | Gedenkstein vor dem Kreishaus des Kreises Stormarn                                                                  | 1961                                            | Wappen Landkreis Kolberg-Körlin |
| 0    | Bad Oldesloe                            | Kreishaus–Stormarnhaus                                                                                              | 1965                                            | Flachrelief von Kolberg und Körlin |
|      | Bad Schwartau                           | Gedenkstein im Kurpark am See                                                                                       | 1983                                            | Ostseeküste zwischen Memel und Schleswig-Holstein, „Die Vertriebenen mahnen!“ |
|      | Barmstedt                               | Gedenkstein auf dem Roissy-en-Brie-Platz (Standort)                                                                 | 1990                                            | „Unvergessene Heimat im Osten.“ |
|      | Bordesholm                              | Gedenkmauer bei der Bordesholmer Linde                                                                              |                                                 | Wappen der ostdeutschen Provinzen |
|      | Borgstedt                               | Gedenkstein auf dem Friedhof von Borgstedt (Standort)                                                               |                                                 | |
|      | Brunsbüttel                             | Pauluskirchenfriedhof (Standort)                                                                                    | 1959                                            | Ostlandkreuz |
| 0    | Burg auf Fehmarn                        | Gedenkstätte des Deutschen Ostens im Stadtpark                                                                      | 1981                                            | Das ganze Deutschland soll es sein, Wappen von Ostbrandenburg, Schlesien, Pommern, Ostpreußen, Westpreußen und Danzig. |
| 0    | Büdelsdorf                              | Gedenkstätte |                                                 | „In Trauer und Ehrfurcht gedenken die Einwohner der Gemeinde Büdelsdorf ihrer in den Kampfhandlungen und bei der Vertreibung Gefallenen und Verschollenen.“ |
|      | Büsum                                   | Gedenkstein vor einem DRK-Altenheim aktueller (Standort)                                                            | 1987, 2000 vor die neue Friedhofsanlage verlegt | „Unvergessene Heimat.“ Auf der Vorderseite die Wappen von Ostpreußen, Danzig, Pommern; auf der Rückseite Sudetenland, Brandenburg, Westpreußen, Schlesien. |
|      | Büsum                                   | Ehrenmal auf dem Alten Friedhof (Standort)                                                                          | 1993                                            | „Zum Gedenken der Opfer der Flucht über die Ostsee 1945.“ |
|      | Damp                                    | Museumsschiff Albatros                                                                                              | 1982–2000                                       | Verwundeten- und Flüchtlingstransporte über die Ostsee 1945, nach 2000 andere Verwendung |
|      | Eckernförde                             | Gedenkstein am Verbindungsweg zwischen Brennofenweg und Sehestedter Straße                                          |                                                 | „Patenschaft des Kreises Eckernförde für den Kreis Köslin-Bublitz. Der pommerschen Heimat und den Toten der Gemeinden des Patenkreises zum Gedenken.“ |
|      | Elmshorn                                | Gedenkstein in der Gerberstraße (Standort)                                                                          |                                                 | „Ostland–Heimatland.“ |
|      | Elmshorn                                | Wegweiser am Bahnhof Elmshorn                                                                                       |                                                 | |
| 0    | Eutin                                   | Kurhaus | 1985                                            | „Neustettin Pommern 1310–1985“. Szczecinek |
|      | Eutin                                   | Gedenkstein in der Nähe des Kurhauses am Eutiner See                                                                | 1975/1978                                       | „Heimat im Osten unvergessen.“ |
|      | Fahrdorf                                | 9 Bleiglasfenster in der Ostdeutschen Patenkapelle im Kreisheim Fahrdorf–Ruhleben                                   | Siegbert Amler 1965                             | Flucht, Ankunft und Neubeginn der Flüchtlinge |
|      | Fahrdorf                                | Ehrenfriedhof am Haddebyer Noor                                                                                     | Siegbert Amler 1966                             | „Den Toten der Vertreibung.“ |
|      | Flensburg                               | Gedenkstätte auf dem Friedhof Friedenshügel                                                                         |                                                 | Hauptstein: „Unseren Toten, die im Osten ruhen.“ Gedenksteine der Landsmannschaften: Deutsch–Balten, Ostpreußen, Danzig, Pommern, Mecklenburg, Wartheland, Westpreußen, Schlesien, Sachsen–Thüringen, Berlin/Mark Brandenburg. |
|      | Flintbek                                | Friedhof, Ehrenmal Mutter des Ostens                                                                                |                                                 | „Ich will euch trösten, wie einen seine Mutter tröstet (Jesaja 66,13).“ Pommern, Danzig, Ostpreußen, Mark Brandenburg, Grenzmark Posen, Schlesien, Oberschlesien, Sudetenland. |
|      | Glückstadt                              | Norderfriedhof | 1953                                            | Gedenkkreuz mit Steintafel am Kreuzansatz: „Gedenket der Toten des deutschen Ostens.“ (Einzelsteine mit der Inschrift: Pommern, Westpreußen, Sudetenland, Schlesien, Ostpreußen). Das Denkmal wurde vermutlich umgestaltet: Ein Gedenkkreuz gibt es nicht mehr, dafür einen Findling mit der Inschrift „UNSEREN TOTEN IM OSTEN“. Die ursprünglichen Einzelsteine sind noch vorhanden, zusätzlich gibt es einen mit der Inschrift „Danzig“. |
|      | Glückstadt                              | Patenschaftstafel für Stolpmünde am Glückstädter Rathaus                                                            | 1950er Jahre                                    | |
| 0    | Glückstadt                              | Wegweiser in der Nähe der Itzehoer Straße                                                                           |                                                 | Stettin, Danzig, Königsberg, Breslau, Reichenberg. Wappen von Pommern, Danzig, Ostpreußen, Schlesien und Sudetenland. |
| 0    | Grömitz                                 | Gedenkstein am Rathaus                                                                                              | 1985                                            | „Unvergessene Heimat. Ostpreußen, Westpreußen, Danzig, Pommern, Schlesien, Sudetenland.“ |
|      | Groß Wittensee                          | Gedenkstein bei der Ehrenanlage für die Gefallenen                                                                  |                                                 | „Unsern Heimatvertriebenen Gefallenen u. Vermißten zum ehrenden Gedenken.“ |
|      | Hanerau-Hademarschen                    | Gedenkstätte der vertriebenen Deutschen, Ostlandkreuz (Standort)                                                    |                                                 | „Der unvergessenen Heimat fern im deutschen Osten.“ Findlinge mit Wappen von Ostpreußen, Westpreußen, Ostbrandenburg, Schlesien, Danzig, Pommern. |
|      | Hanerau-Hademarschen                    | Gedenkstätte am Ehrenmal der Toten der Weltkriege (Standort)                                                        |                                                 | Namensliste von Flüchtlingen auf einer Stele, die als Flüchtlinge kurz nach Ende des Krieges in Hanerau-Hademarschen starben. |
|      | Heide (Holstein)                        | Berliner Meilenstein an der Einmündung Brahmsstraße/B 203 (Standort)                                                |                                                 | „Berlin 408 km“ |
|      | Heide (Holstein)                        | Gedenkstein neben der Stadtbrücke                                                                                   |                                                 | „30 Jahre Pommersche Landsmannschaft 1948–1978 Heide Patenstadt für Naugard“ Nowogard |
| 0    | Heiligenhafen                           | Gedenkstein an der Kreuzung Eichholzweg/Lauritz-Massmann-Straße am Binnensee                                        | 1978                                            | Wappen von Danzig, Memel, Berlin, Pommern, Brandenburg, Mecklenburg, Westpreußen, Schleswig-Holstein, Ostpreußen, Schlesien, Thüringen, Sachsen und des Sudetenlandes. „Unvergessen.“ |
|      | Helgoland                               | Berliner Meilenstein auf dem Oberland (Standort)                                                                    | Hildebert Kliem 1983                            | „Berlin 456 km“ |
|      | Hohenaspe                               | Gedenkstein in der Anlage an der Kirche (Standort)                                                                  |                                                 | „Wir gedenken in Ehre der Opfer unserer Heimatvertriebenen“ |
|      | Hohenlockstedt                          | Gedenkstein im Ehrenhain Hohenlockstedt: (Standort)                                                                 |                                                 | „Unseren Toten aus Flucht und Vertreibung.“ |
|      | Hohenwestedt                            | Gedenkstein (Standort)                                                                                              |                                                 | „Zum steten Gedenken an die Toten der alten Heimat. Die vereinigten Landsmannschaften v. Hohenwestedt u. Umgebung.“ Wappen von Pommern und Westpreußen. Der Gedenkstein und das Ostlandkreuz befinden sich heute (2016) gemeinsam auf dem Friedhof neben dem Park Wilhelmshöhe. |
|      | Hohenwestedt                            | Ostlandkreuz im Park Wilhelmshöhe (Standort)                                                                        | 1954                                            | Pommern und Westpreußen. Der Gedenkstein und das Ostlandkreuz befinden sich heute (2016) gemeinsam auf dem Friedhof neben dem Park Wilhelmshöhe. |
| 0    | Husum                                   | Eingang zur Stiftung Nordfriesland, Schloss vor Husum                                                               |                                                 | Patenschaftstafel, später Wappen des Netzekreises |
|      | Itzehoe                                 | Hinweistafel am Kreishaus des Kreises Steinburg auf die Patenschaft zum Kreis Preußisch Holland (Standort)          |                                                 | |
|      | Itzehoe                                 | „Heimatwegweiser“ an der Einmündung Adenauer-/Schumacherallee (Standort)                                            |                                                 | |
|      | Itzehoe                                 | „Pommernlinde“ auf dem Ostlandplatz mit davorliegender Gedenkplatte mit dem Wappen Pommerns (Standort)              |                                                 | |
|      | Itzehoe                                 | „Preußisch–Holland–Eiche“ mit Gedenkstein in der Anlage beim Germanengrab (Standort)                                |                                                 | |
|      | Itzehoe                                 | Großes Holzkreuz, im Sockel die Charta der deutschen Heimatvertriebenen, in der Anlage beim Germanengrab (Standort) |                                                 | |
| 0    | Kaltenkirchen                           | Entfernungsstein im Rathauspark                                                                                     | 1961                                            | „Kallies – Kaltenkirchen 561 Km.“ |
| 0    | Kaltenkirchen                           | Kallieser Schleifstein in der Schmalfelder Straße                                                                   | 1963                                            | „Kallieser Schleifstein. Dieser Schleifstein wurde als Erinnerung an die sagenumwobene Schleifmühle errichtet, die bis 1945 in den Anlagen unserer Patenstadt Kallies in Pommern stand.“ Kalisz Pomorski |
| 0    | Kasseedorf                              | Gedenkstein an der Dorfstraße                                                                                       |                                                 | Wappen von Pommern und Ostpreußen. „Unvergessen.“ |
|      | Kellinghusen                            | Gedenkstein bei St. Cyriacus                                                                                        | 1952                                            | „Heimat Dir bleiben wir treu!“ Wappen von Pommern, Ostpreußen, Schlesien, Danzig, Schleswig-Holstein, Westpreußen, Deutsch-Balten, Sudetenland. |
| 0    | Kiel                                    | Holzkreuz auf dem Parkfriedhof Eichhof                                                                              | 1953/2005                                       | Querbalken: „Die Heimatvertriebenen gedenken ihrer Toten.“ |
|      | Kiel                                    | Pommernkapelle in der Nikolaikirche                                                                                 | 1957                                            | |
| 0    | Kiel                                    | Gedenkstätte auf dem Friedhof in Russee                                                                             |                                                 | „Den Opfern des Weltkrieges 1939–1945 zum Gedächtnis.“ |
| 0    | Klein Pampau                            | Entfernungsstein | 1969                                            | „Nach Massow/Pom. 284 km“. Maszewo |
|      | Klein Wittensee                         | Gedenkstein am Seeufer                                                                                              | 1951                                            | „Der verlorenen Heimat und den Toten und vermissten Angehörigen zum Gedenken 1951“ |
|      | Krempe (Steinburg)                      | Gedenkstein am Burggraben (Standort)                                                                                |                                                 | „Patenschaft Stadt Krempe Gemeinde Reichenbach…“. Rychliki |
| 0    | Lauenburg/Elbe                          | Gedenktafel beim Ehrenfriedhof                                                                                      | 1950                                            | „Den Toten unserer ostdeutschen Heimat. Die Westpreußen.“ |
| 0    | Lauenburg                               | Ostlandkreuz bei der Mittelschule auf dem Hasenberg                                                                 | 1967                                            | |
| 0    | Lensahn                                 | Gedenkstein mit Bronzereliefs an der Kreuzung Lübecker Straße/Eutiner Straße                                        | 1987                                            | „Schleswig-Holstein. Danzig, Ostpreußen, Westpreußen, Pommern, Schlesien, Ostbrandenburg.“ |
|      | Lübeck                                  | Gedenkkapelle der Marienkirche                                                                                      |                                                 | „Dem Gedenken aller Toten, die in der fernen Heimat ruhen.“ |
|      | Lübeck-Travemünde, Pommern-Zentrum      | Gedenkstein (Standort)                                                                                              | 1988                                            | Landkreis Friedeberg Nm., Driesen, Woldenberg |
|      | Lübeck-Travemünde, Pommern-Zentrum      | Gedenkstein (Standort)                                                                                              |                                                 | „Den Toten zur Ehre, den Lebenden zur Lehre. Ehem. Stettiner Bismarckschüler.“ |
|      | Lübeck-Travemünde, Pommern-Zentrum      | Mahnmal (Standort)                                                                                                  | 1995                                            | „Wir Pommern gedenken der Opfer von Krieg, Flucht und Vertreibung.“ – „Das Leid mahnt Frieden schaffen, Heimat bewahren 1945–1995.“ – „Wir bitten die Lebenden in aller Welt vertreibt den Haß durch Versöhnung.“ |
|      | Lunden                                  | Gedenksteinanlage, Denkmalsplatz am Gänsemarkt (Standort)                                                           |                                                 | „Unvergessene Heimat.“ Pommern, Schlesien, Sudeten; Ostpreußen, Danzig, Westpreußen. |
|      | Marne (Holstein)                        | Gedenkstein auf dem Berliner Platz (Standort)                                                                       |                                                 | „Unvergessene Heimat.“ Verbindungslinien zwischen Marne und Königsberg, Danzig, Marienburg, Stettin, Landsberg/W., Breslau. Heimaterde aus den Ostprovinzen. |
|      | Meldorf                                 | Friedhof: Ostlandkreuz, Findling (Standort)                                                                         | 1950er Jahre                                    | „Den Toten des Ostens. Ostpreußen, Danzig, Westpreußen, Posen, Pommern, Schlesien, Brandenburg, Sudetenland, Baltenland.“ |
|      | Meldorf                                 | Entfernungsstein an der Einmündung Österstraße/B 431 (Standort)                                                     |                                                 | „Nach Greifenberg Pommern 510 km.“ Gryfice Ehemals Entfernungsstein vor dem Standesamt an der Zingelstraße, heute umgesetzt an die B 431. |
|      | Meldorf                                 | Eingang zum Standesamt (Standort)                                                                                   |                                                 | Stadtwappen von Greifenberg in Pommern |
|      | Meldorf                                 | Glocke vor dem Meldorfer Dom (Standort)                                                                             | 1951                                            | „VERLEIH UNS FRIEDEN GNÄDIGLICH“, UNSEREN GEFALLENEN BRÜDERN 1939 – 1945 |
|      | Meldorf                                 | Statue (Standort)                                                                                                   |                                                 | „Wie lange noch“, „Kriegsgefangene mahnen“, „Heimat vergiss uns nicht“ |
| 0    | Mölln                                   | Gedenkstein in der Hindenburg-Straße                                                                                |                                                 | „Gollnow in Pommern.“ Goleniów |
| 0    | Mölln                                   | Im neuen Stadthaus                                                                                                  | 1987                                            | „Das gesamte deutsche Volk bleibt aufgefordert, in freier Selbstbestimmung die Einheit und Freiheit Deutschlands zu vollenden.“ Deutsches Reich in den Grenzen vom 31. Dezember 1937, Präambel des Grundgesetzes für die Bundesrepublik Deutschland |
| 0    | Mölln                                   | Gedenkstein in der Massower Straße                                                                                  | 1966                                            | „Massow in Pommern.“ |
|      | Mölln                                   | Patenschaftszeichen an den Zufahrtsstraßen nach Mölln                                                               |                                                 | |
| 0    | Neumünster                              | Gedenkstätte im Friedenshain, Stadtwald                                                                             |                                                 | „Unseren Toten und Verschollenen.“ Elf Gedenksteine mit Wappen und Namen der mitteldeutschen Länder und der Vertreibungsgebiete (Baltendeutsche, Ostpreußen, Danzig/Westpreußen, Pommern, Mecklenburg, Berlin/Brandenburg, Sachsen-Anhalt/Thüringen, Siebenbürgen, Schlesien, Weichsel/Warthe, Sudetenland) |
| 0    | Neumünster                              | Gedenkstätte im Friedenshain, Stadtwald                                                                             | 10. Oktober 1995                                | „Deutsche aus Russland.“ Ortsgruppe Neumünster, Landesgruppe Schleswig-Holstein der Landsmannschaft der Deutschen aus Russland e. V. |
| 0    | Norderstedt                             | Falkenbergkirche | Weltflüchtlingsjahr 1959/1960                   | Internationale Jahre und Dekaden |
| 0    | Norderstedt                             | Rathaus | 1985                                            | Kunstgeschmiedete Wappen der deutschen Länder, Präambel des Grundgesetzes. |
| 0    | Nortorf                                 | Ostlandkreuz auf dem alten Friedhof                                                                                 | 1951                                            | „Den Toten des deutschen Ostens.“ Mit Findlingen (Westpreußen, Danzig, Ostpreußen, Pommern, Brandenburg, Schlesien) |
| 0    | Nortorf                                 | Gußplatte am Glockenturm vor dem Rathaus                                                                            |                                                 | „St. Georgenglocke. Diese Glocke wurde 1742 in Stettin gegossen und läutete bis 1945 in der St. Georgenkirche in Wollin“. Wolin (Stadt) |
| 0    | Oldenhütten                             | Gedenktafel vor dem Gedenkstein der Gefallenen des Ersten Weltkrieges an der Ecke Dorfstraße/Teichstraße            |                                                 | „Zum Gedenken an die Opfer der Heimatvertriebenen 1939 + 1945.“ |
| 0    | Pansdorf (Ratekau)                      | Gedenkstein an der Stolper Straße                                                                                   | 1956                                            | „Zum Gedenken der vier Millionen Heimatvertriebenen.“ (Westpreußen, Danzig, Ostpreußen, Pommern, Brandenburg, Grenzmark, Schlesien) |
|      | Pinneberg                               | Gedenkstein bei der Drostei (Pinneberg) (Standort)                                                                  | 1950                                            | „Heimat, dich werden wir nie vergessen“ Wappen von Ostpreußen, Schlesien, Westpreußen, Sudetenland, Pommern, Danzig, Wartheland. Das Original wurde im Oktober 1992 durch Vandalismus zerstört und im August 1993 ersetzt. Das heutige Denkmal hat keine Ähnlichkeit mit dem Original von 1950. |
| 0    | Plön                                    | Gedenkstein in der Schillener Straße                                                                                |                                                 | „Plön-Schillen/Ostpr. 943 km.“ Schilino |
|      | Preetz                                  | Gedenkstein im Harderpark                                                                                           | 1980                                            | „Allen Heimatvertriebenen dieser Erde. Bund der Vertriebenen 1980.“ |
| 0    | Preetz                                  | Entfernungsstein am Ragniter Ring                                                                                   | 1984                                            | „Berlin 370 km. Ragnit 990 km.“ Neman |
| 0    | Ratekau                                 | Gedenkmauer im Eingangsbereich der Vicelinkirche                                                                    | 1954                                            | „Den Toten der Heimat zum Gedenken, den Lebenden zur Mahnung.“ (Danzig, Grenzmark, Schlesien, Pommern, Ostpreußen, Brandenburg, Westpreußen) |
|      | Ratzeburg                               | Palmberg |                                                 | „Vergesst den deutschen Osten nicht.“ |
| 0    | Ratzeburg                               | Flüchtlingsfriedhof an der Seedorfer Straße, 1988 neu gestaltet                                                     |                                                 | Gedenkplatte: „Den Toten zum Gedenken – den Lebenden zur Mahnung. Hier ruhen auf drei getrennten Gräberfeldern 191 Flüchtlinge – darunter 25 Kinder – die nach Flucht und Vertreibung 1945–1948 ihr Leben lassen mussten. Bund der Vertriebenen, Ratzeburg 1988.“ |
|      | Rendsburg                               | Ehrenhain der Vertriebenen an der Fockbeker Chaussee                                                                |                                                 | Hauptstein mit Karte des geteilten Deutschlands, Präambel des Grundgesetzes; Nebensteine mit den Wappen ostdeutscher Provinzen. |
|      | Rendsburg                               | vor der Musikschule, dem früheren Kreishaus                                                                         |                                                 | „Kreis Gerdauen Ostpreußen.“ Kreis Gerdauen |
|      | Rendsburg                               | vor der Musikschule, dem früheren Kreishaus                                                                         |                                                 | „Kreis Köslin – Bublitz Pommern.“ Landkreis Köslin |
| 0    | Riepsdorf                               | Gedenkstein | 1986                                            | „Danzig, Pommern, Schlesien, Ostpreußen, Westpreußen, Ost-Brandenburg, Schleswig-Holstein.“ |
| 0    | Satrup (Mittelangeln)                   | auf dem Ehrenfriedhof, 1991 entfernt                                                                                |                                                 | „Fern doch treu. Oder/Neisse 1945“ |
|      | Schenefeld (Kreis Steinburg)            | Denkmal |                                                 | „Hütet der Heimat heilige Scholle. Deutsch soll sie bleiben, komme was wolle. Komme was wolle, Freud oder Leid, deutsch soll sie bleiben in Ewigkeit.“ |
| 0    | Schleswig                               | Ehrenmal der Vertriebenen auf dem Ehrenfriedhof                                                                     | 1966                                            | |
| 0    | Schleswig                               | Gedenkstein an der Ecke Berliner Straße/Breslauer Straße                                                            |                                                 | „Unsere Heimat.“ Wappen der Mittel- und Ostdeutschen Länder. |
| 0    | Schönberg (Holstein)                    | Gedenkstein am Trappener Weg                                                                                        | 1995                                            | „Heimat-Patenschaft Schönberg – Trappen seit 1953.“ Nemanskoje |
|      | Schönwalde am Bungsberg                 | Gedenkstein | 1991                                            | „Unvergessen.“ Wappen von Pommern und Ostpreußen. |
| 0    | Sereetz                                 | Glockendenkmal bei der Kirche Schifflein Christi                                                                    |                                                 | CONRAD ADOLPH FREIHERR VON DYHRN. JULIANE AMALIE FREYIN VON DYHRN GEBORENE FREYIN VON RAUTTERN. SIEGMUND BIAROWSKY PFARR IN RESEWITZ. DURCH GOTTES GNAD GOSS MICH SAMUEL SCHOLTZ AUF DEM ELBING ST. MATHIAE VOR BRESSLAU ANNO 1747. |
| 0    | Timmendorfer Strand                     | Promenade |                                                 | Wappen der Ostprovinzen, inklusive der 1919 abgetretenen Gebiete. „Den Toten zum Gedenken. Den Lebenden zur Mahnung.“ |
| 0    | Todenbüttel                             | Wappenwand in der Schule (Wappen der Länder und Vertreibungsgebiete)                                                |                                                 | |
|      | Tornesch                                | Gedenkmauer an der Jürgen-Siemsen-Straße (Standort)                                                                 | 1959                                            | Ursprüngliche Inschrift: „Es gibt nur ein Deutschland.“ Aktuelle Inschrift: „In Gedenken an unsere unvergessene Heimat“ |
| 0    | Trappenkamp (reine Flüchtlingssiedlung) | Gedenkstein und Anker vor der katholischen Kirche auf dem Sudetenplatz                                              |                                                 | „1945“ – Zuzug der ersten Heimatvertriebenen. „1956“ – Trappenkamp wird selbständig. „1981“ – Schaffung des Sudetenplatzes. |
| 0    | Trappenkamp                             | Haupteingang zur Dr.-Gerlich-Schule                                                                                 | 1958                                            | Wappen von Ostpreußen, Sudetenland, Schlesien und Pommern. |
|      | Uetersen                                | Gedenkstein an der Ecke Tantaus Allee/Meßtorffstraße                                                                | 1952                                            | Wappen von Pommern, Danzig, Westpreußen, Ostpreußen, Schlesien, Oberschlesien. „Unserer Heimat im Osten zum Gedächtnis.“ |
|      | Vogelsang-Grünholz                      | Gedenkstein an der Ehrenanlage Am Sör                                                                               |                                                 | – Allen denen – die vertrieben von Heimat und Hof erleiden mussten den Tod, in Deutschlands größter Not! |
| 0    | Wahlstedt                               | Gedenkstätte bei der Christuskirche                                                                                 | 1956, 1986                                      | „Alles Leid der Welt …“ 16 Gedenksteine erinnern an die Orte, die durch die beiden Weltkriege besonders viele Opfer zu beklagen hatten, so auch an das Frische Haff. |
| 0    | Warder (Kreis Rendsburg-Eckernförde)    | Gedenkstein in der Denkmalsanlage                                                                                   |                                                 | „Am 1. Dezember 1948 wohnten in Warder 224 Heimatvertriebene. Sie beklagen 9 Männer als Opfer des Krieges 1939–1945. Ehre ihrem Andenken!“ |
|      | Wedel                                   | Gedenkstätte auf dem Hans-Böckler-Platz                                                                             | 22. September 1957                              | „Heimat wir bleiben dir treu.“ Bronzeplastik eines nackten Mannes; auf dem Sockel Ostpreußen, Westpreußen, Danzig, Pommern, Wartheland, Schlesien, Sudetenland. |
| 0    | Westerland                              | Gedenkstein im Zentrum                                                                                              | 1980                                            | „Heimat unvergessen. Ostdeutscher Heimatbund 1980.“ |
|      | Wilster                                 | Gedenkstätte an der Deichstraße, Wappen der Vertreibungsgebiete                                                     |                                                 | |
| 0    | Wyk auf Föhr                            | Am Sandwall 40, Gedenkstein                                                                                         |                                                 | „1945. Unvergessene Heimat.“ Wappen von Ostpreußen, Westpreußen, Danzig und Pommern. |